# Спортивний комплекс Індіри Ґанді
Спортивний комплекс (імені) Індіри Ґанді (англ. Indira Gandhi Sports Complex) — багатофункційний спортивний комплекс у районі Індрапрастха-Естейт на сході Нью-Делі, Делі, Індія. Комплекс найбільш відомий Ареною Індіри Ґанді (Indira Gandhi Arena) — найбільшим критим стадіоном в Індії та другим за числом місць у світі. Комплекс і стадіон названи на честь прем'єр-міністра Індії Індіри Ґанді. Площа комплексу становить 41 га, кількість місць на стадіоні — 25 тис.
Комплекс був збудований Союзним урядом в 1982 році з метою проведення частини змагань Азійських ігор. З часу будівництва тут також пройшло велике число різноманітних інших спортивних змагань.
За період існування арена багато разів перебудовувалася, зокрема були встановлені звукопоглинаючі стіни, нове освітлення, звукова система. Чергове оновлення буде закінчено перед Іграми Співдружності 2010 року.